# Förstakammarvalet i Sverige 1940
Förstakammarvalet i Sverige 1940 var ett val i Sverige till Sveriges riksdags första kammare. Valet hölls i den fjärde valkretsgruppen i september månad 1940 för mandatperioden 1941-1948.
Valet hölls i två valkretsar, utgörande den fjärde valkretsgruppen: Östergötlands län med Norrköpings stads valkrets och Västernorrlands läns och Jämtlands läns valkrets. Ledamöterna utsågs av valmän från de landsting som valkretsarna motsvarade. För de städer som inte ingick i landsting var valmännen stadsfullmäktige. 
Ordinarie val till den fjärde valkretsgruppen hade senast ägt rum 1932.

## Valmän
| Landsting        | H    | B    | F   | S    | SKP | Totalt |
| ---------------- | ---- | ---- | --- | ---- | --- | ------ |
| Landsting        |      |      |     |      |     | Totalt |
| Östergötland     | 16   | 8    | 3   | 42   | 0   | 69     |
| Norrköpings stad | 16   | 8    | 3   | 42   | 0   | 69     |
| Västernorrland   | 7    | 7    | 6   | 40   | 2   | 62     |
| Jämtland         | 5    | 3    | 3   | 19   | 0   | 30     |
| Totalt           | 28   | 18   | 12  | 101  | 2   | 161    |
| %                | 17,4 | 11,2 | 7,5 | 62,7 | 1,2 | 100,0  |

## Mandatfördelning
Den nya mandatfördelningen som gällde vid riksdagen 1941 innebar att Socialdemokraterna fick hälften av första kammarens mandat.
| Parti  | Parti                        | FK 1940 | 4:e valkretsgruppen | 4:e valkretsgruppen | 4:e valkretsgruppen | FK 1941 |
| Parti  | Parti                        | FK 1940 | Innan               | Efter               | Ändring             | FK 1941 |
| ------ | ---------------------------- | ------- | ------------------- | ------------------- | ------------------- | ------- |
|        | Socialdemokraterna           | 72      | 9                   | 12                  | ▲3                  | 75      |
|        | Högerns riksorganisation     | 38      | 6                   | 3                   | ▼3                  | 35      |
|        | Bondeförbundet               | 24      | 2                   | 2                   | ▬                   | 24      |
|        | Folkpartiet                  | 15      | 1                   | 1                   | ▬                   | 15      |
|        | Sveriges kommunistiska parti | 1       | 0                   | 0                   | ▬                   | 1       |
| Totalt | Totalt                       | 150     | 18                  | 18                  | ▬                   | 150     |

## Invalda riksdagsledamöter
Östergötlands län med Norrköpings stads valkrets:
- Ivar Anderson, h
- Israel Lagerfelt, h
- Karl Gustaf Westman, bf
- Bengt Elmgren, s
- Frans Ericson, s
- Gottfrid Karlsson, s
- Oscar Olsson, s
- Einar Thulin, s

Västernorrlands läns och Jämtlands läns valkrets:
- Gustaf Velander, h
- Leonard Tjällgren, bf
- Sam Larsson, fp
- Olof Berntson, s
- Sven Edin, s
- Arthur Engberg, s
- Anselm Gillström, s
- Emil Näsström, s
- Nils Olsson, s
- Verner Söderkvist, s